# Naturtherme Templin
Die NaturThermeTemplin ist ein im Jahr 2000 eröffnetes Thermal- und Freizeitbad in Templin, einer uckermärkischen Stadt im Nordosten des Landes Brandenburg. Sie ist eine Kur- und Erholungseinrichtung von überregionaler Bedeutung und besonders auf Familien fokussiert.

## Lage
Das Templiner Thermalbad liegt südöstlich der Stadt an der Dargersdorfer Straße, unweit der Siedlung Elsternest und des Stadtteils Postheim. Es wurde auf einer Freifläche am Rande der Buchheide errichtet, einem Waldgebiet östlich der Therme und südlich beziehungsweise westlich des Lübbesees, das zum Biosphärenreservat Schorfheide-Chorin gehört. In der Nähe befinden sich einige Quellzuflüsse des Hammerfließes, das in den Lübbesee mündet.
Die NaturTherme Templin ist etwa zwei Kilometer vom Stadt-Bahnhof entfernt und mit ihm durch die Dargersdorfer Straße verbunden. Eine Bahnverbindung von Templin besteht heute nur noch nach Südwesten über Zehdenick in Richtung Löwenberg (Mark), die weiterführenden Strecken in andere Richtungen wurden stillgelegt. Die Straßenanbindung aus der Templiner Innenstadt ist gut ausgebaut. Der weitere Verlauf der Straße in Richtung Dargersdorf am Rande eines Naturschutzgebietes ist hingegen ab dem Standort der 1995 errichteten „Rehabilitationsklinik Uckermark“ 400 Meter südöstlich der Therme in einem schlechten Zustand.

## Erstellung und Betrieb
Nach einem 1994 in Auftrag gegebenen Kurentwicklungskonzept der Stadt Templin wurde eine Profilierung zum Kur- und Bäderzentrum mit den Heilmitteln Thermalsole und Moor konzipiert. Geschäftsführer der 1996 gegründeten Kurortentwicklungsgesellschaft Templin mbH wurde im April des Jahres der aus Heiligenhafen kommende Uwe Mohr. Noch im selben Jahr wurde die erste Thermalsole aus 1650 Metern Tiefe gefördert. Nach der europaweiten Ausschreibung zur Erstellung eines „Erlebnis- und Gesundheitsthermalbades“, an der sich im April 1997 neun Architekturbüros beteiligten, erhielt die ortsansässige Firma KT Invest Consulting GmbH Templin mit dem Entwurf des Architekten Wolfgang Grieger den Zuschlag. Mit dem Erhalt der Baugenehmigung erfolgte im Juli 1998 der erste Spatenstich für die NaturTherme Templin, am 14. November 1999 feierte man das Richtfest.

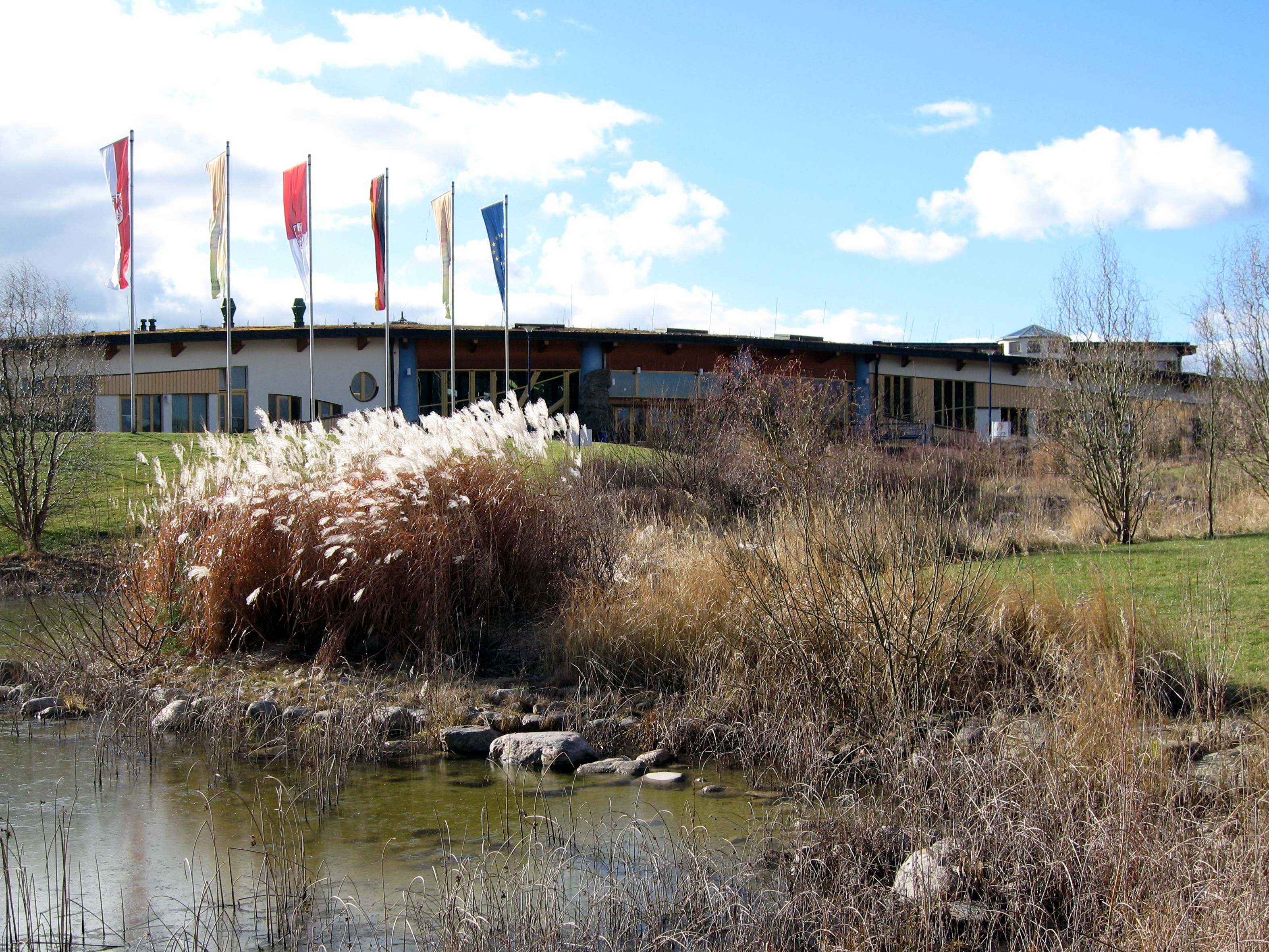
Außenansicht des Thermal- und Freizeitbades

Im Beisein der CDU-Bundesvorsitzenden und späteren Bundeskanzlerin Angela Merkel wurde die Therme am 11. November 2000 nach zweijähriger Bauzeit als Einrichtung der Stadt Templin eröffnet. Von den Gesamtbaukosten in Höhe von 36 Millionen Euro waren 27 Millionen Euro Zuschüsse der Europäischen Union, des Bundes sowie des Landes Brandenburg zur Förderung des Tourismus in der strukturschwachen Region. In den ersten beiden Jahren nach der Eröffnung kamen jeweils etwa 400.000 Gäste in die Therme, in den nachfolgenden Jahren ging die Besucherzahl auf etwa 300.000 zurück, 2005 noch darunter, was auch auf die zunehmende Zahl gleichartiger Einrichtungen im Land Brandenburg zurückzuführen war. Schon im Geschäftsjahr 2002 hatte die Therme bei einem Umsatz von 4,7 Millionen Euro einen Jahresfehlbetrag von 195.219,04 Euro.
Zusammen mit zahlreichen immer deutlicher werdenden baulichen Mängeln, wie der Nichtnutzbarkeit des Fitnessbereichs auf Grund von Leckagen, deren Behebung mehrere Millionen Euro kosteten, führte dies in den Jahren 2004/2005 zu einer existenzbedrohenden Krise. Am 8. April 2004 wurde Uwe Mohr durch den Aufsichtsrat als Geschäftsführer abberufen, übergangsweise übernahm der langjährige Stadtverordnete Bernd Zimdar das Amt. Nach großen Anstrengungen und einer zusätzlichen Kreditaufnahme gelang es der Stadt Templin die für die Sanierung erforderlichen neun Millionen Euro aufzubringen und einen Insolvenzantrag abzuwenden. Für den Zeitraum der Sanierungs- und Umbauarbeiten musste die Therme von April bis Dezember 2006 geschlossen werden. Die Wiedereröffnung erfolgte am 22. Dezember 2006.
Bauherr, Besitz- und Betreibergesellschaft des Templiner Thermalbades ist die NaturThermeTemplin GmbH, die aus der ehemaligen Kurortentwicklungsgesellschaft Templin mbH hervorging. Hauptgesellschafter ist die Stadt Templin, der die Therme zu 100 Prozent gehört. Für die am 1. Januar 2005 neu ausgeschriebene Position des Geschäftsführers erhielt ab März 2007 Kurt Stroß den Zuschlag. Die Gastronomieeinrichtungen in der Therme wurden an die perfect medien- und industriemarketing gmbh aus Rostock verpachtet. Ohne Berücksichtigung der Gastronomiebetriebe sind in der Therme 40 Mitarbeiter beschäftigt.
Jährlich werden zwischen 250.000 und 300.000 Besucher gezählt, in den ersten zehn Jahren kamen etwa 2,8 Millionen Gäste. Befragungen der Thermennutzer ergaben, dass neben Brandenburgern rund 30 Prozent der Besucher aus Berlin, 11 Prozent aus dem nördlich angrenzenden Mecklenburg-Vorpommern und 7 Prozent aus anderen Bundesländern kommen, wobei einige davon Gäste von Hotels der Stadt Templin sein dürften, die die Angebote der NaturTherme mit vermarkten. Der Kostendeckungsgrad beträgt nach eigenen Angaben der Betreibergesellschaft 108,45 Prozent. Als erstem deutschen Wellness-Anbieter wurde dem Betreiber im Jahr 2005 für alle Wellness-Angebote das Gütesiegel „Wellness im Kurort“ vom Deutschen Heilbäderverband e. V. verliehen, am 22. April 2007 vom selben Verband für drei spezielle Angebote das Gütesiegel „Prävention im Kurort“.
Im Frühjahr 2017 wurde mit dem Bau eines Wohnmobilstellplatzes mit 47 Plätzen hinter dem Parkplatz des Saunabereichs begonnen, um mehr Gäste in den eher schwächeren Sommermonaten zu gewinnen. Er wurde am 1. Juli des Jahres in Betrieb genommen.

## Beschreibung

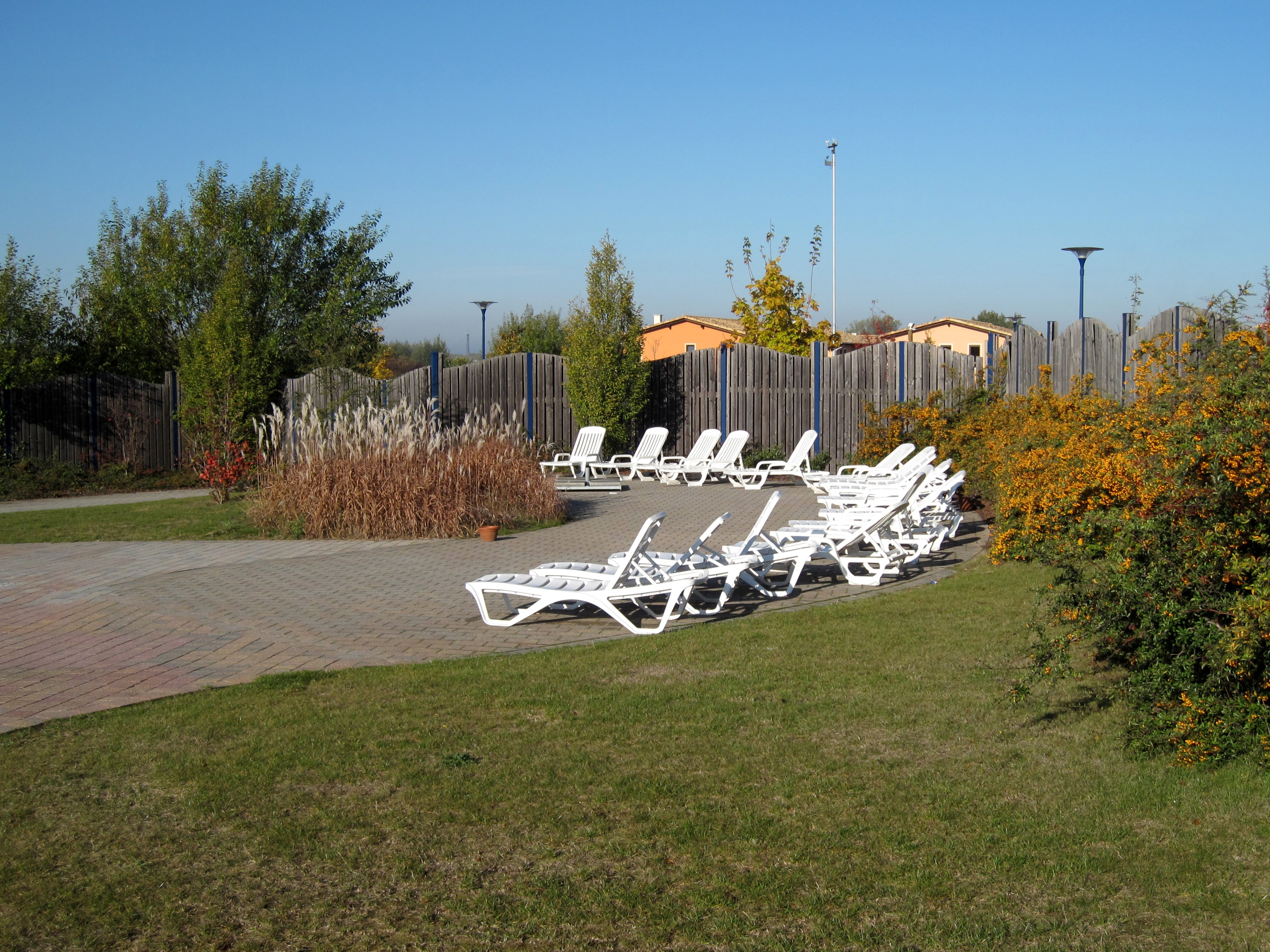
Saunagarten

Die NaturThermeTemplin ist ein familienorientiertes Thermalsolebad mit einer separaten Saunalandschaft. Das Gebäude und der Außenbereich der Therme wurden wegen der erkennbar gewordenen Baumängel im Jahr 2006 aufwendig saniert und teilweise umgebaut. Auf einer überbauten Fläche von 9514 m² befinden sich eine Badelandschaft und ein Saunabereich, jeweils mit voneinander abgetrennten Außenbereichen, sowie ein Therapie- und Wellnesszentrum.

### Thermalwasser
Die Templiner Thermalsole wird aus einer Tiefe von 1650 Metern gewonnen, wobei sie eine Temperatur von 57,7 °C und einen Salzgehalt von 15 % aufweist. Die Salzkonzentrationen der Sole bei der Verwendung in Bad und Therapie betragen von einem bis sechs Prozent bei Temperaturen von 32 °C bis 36 °C. Die für medizinische Zwecke aufbereitete Thermalsole erhielt 2005 unter Aufsicht eines approbierten Fachapothekers durch das Labor der Laborunion Prof. Höll & Co. GmbH in Bad Elster eine sachverständige Zertifizierung als ortsgebundenes Heilmittel und erfüllt die strengen Anforderungen des Deutschen Arzneimittelgesetzes (AMG).
Der Iodidgehalt des Sole-Wassers liegt mit 5,0 mg/l über dem balneologischen Mindestwert von 1,0 mg/l, weshalb es als „jodhaltige Thermalsole“ eingestuft ist. Die Wassertemperatur am Betriebseingang beträgt etwa 26 °C und überschreitet damit beim Austritt aus dem Brunnenkopf den für eine Therme vorgegebenen Mindestwert von 20 °C deutlich. Durch das Wasser sollen Beweglichkeit und Durchblutung gefördert als auch positive Wirkungen bei Funktionsstörungen des Bewegungsapparates, der Atemwege sowie bei Hauterkrankungen hervorgerufen werden. Die Sole hat als Heilmittel eine blutdrucksenkende Wirkung.
Die Templiner Thermalsole weist folgende Mineralwasserbestandteile auf:
| Fluorid          | F−              | 0,31 mg/l    | Natrium              | Na+                  | 60740 mg/l  |
| Chlorid          | Cl−             | 99600 mg/l   | Kalium               | K+                   | 378 mg/l    |
| Bromid           | Br−             | 110,0 mg/l   | Magnesium            | Mg2+                 | 1068 mg/l   |
| Iodid            | I−              | 5,0 mg/l     | Calcium              | Ca2+                 | 2314 mg/l   |
| Sulfat           | SO42−           | 2098 mg/l    | Eisen                | Fe2+                 | 16,0 mg/l   |
| Nitrit           | NO2−            | < 0,005 mg/l | Mangan               | Mn2+                 | 1,2 mg/l    |
| Nitrat           | NO3−            | 2,3 mg/l     | Ammonium             | NH4+                 | 44,0 mg/l   |
| Hydrogencarbonat | HCO3−           | 177 mg/l     | Summe (Kationen)     | Summe (Kationen)     | 64561 mg/l  |
| Summe (Anionen)  | Summe (Anionen) | 101993 mg/l  | Gelöste feste Stoffe | Gelöste feste Stoffe | 166554 mg/l |

### Thermalsole-Badelandschaft

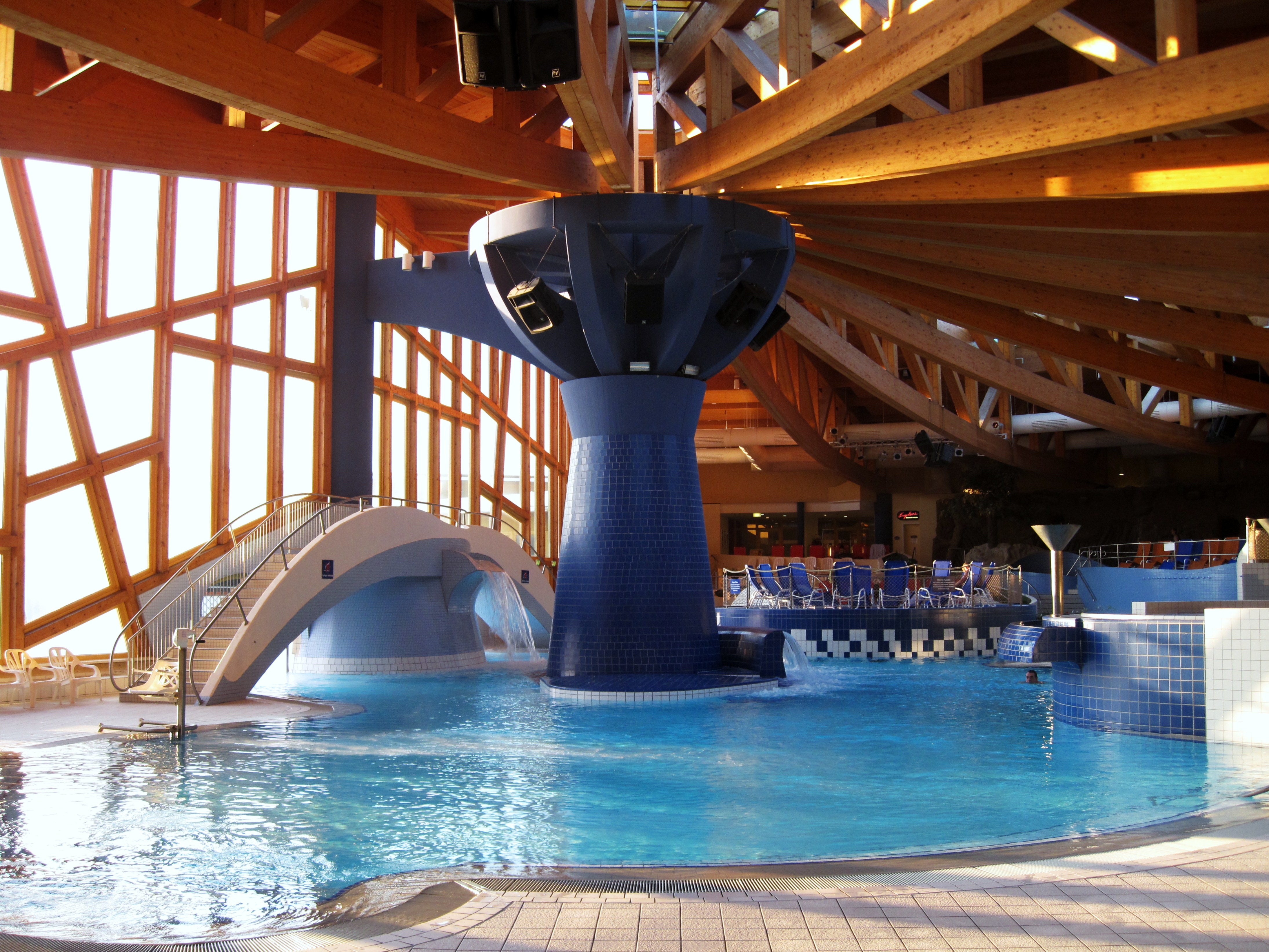
Badelandschaft

In der 5993 m² großen, terrassenförmig angelegten Badelandschaft befinden sich ein 681 m² großes Erlebnis-Schwimmbecken (32 °C Wassertemperatur, 1 % Solekonzentration) mit zwei Strömungskanälen, Luftsprudlern, Massagedüsen und Wasserfällen, einer davon vor einer künstlichen Felsgrotte im Außenbereich des Beckens, und ein 110 m² großes Wellenbecken (32 °C, 1 % Sole) mit hydropneumatisch erzeugten Wellen. Der Kleinkinderbereich besitzt ein Süßwasser-Planschbecken (32 °C) mit Babymulde und Kinderrutsche.
Weiterhin gibt es zwei Rutschen, 98 und 102 Meter lang, die in einem separaten Becken enden, zwei Whirlpools mit dreiprozentigem Solegehalt (36–37 °C) und einen Whirlpool mit einprozentiger Solekonzentration (32–33 °C). Die höchste Solekonzentration in der Badelandschaft mit 6 Prozent bietet der Grottengang, ein Durchschreitebecken mit Wasserfällen bei 36 °C Wassertemperatur. Der Verköstigung im Badbereich dient der „Vitalmarkt“, ein Selbstbedienungs-Restaurant mit 120 Sitzplätzen. Im an das Bad angrenzenden Restaurant und Café „Atlantis“ mit seinen 60 Plätzen, das auch separat von außen betreten werden kann, werden italienische Speisen angeboten.

### Saunalandschaft

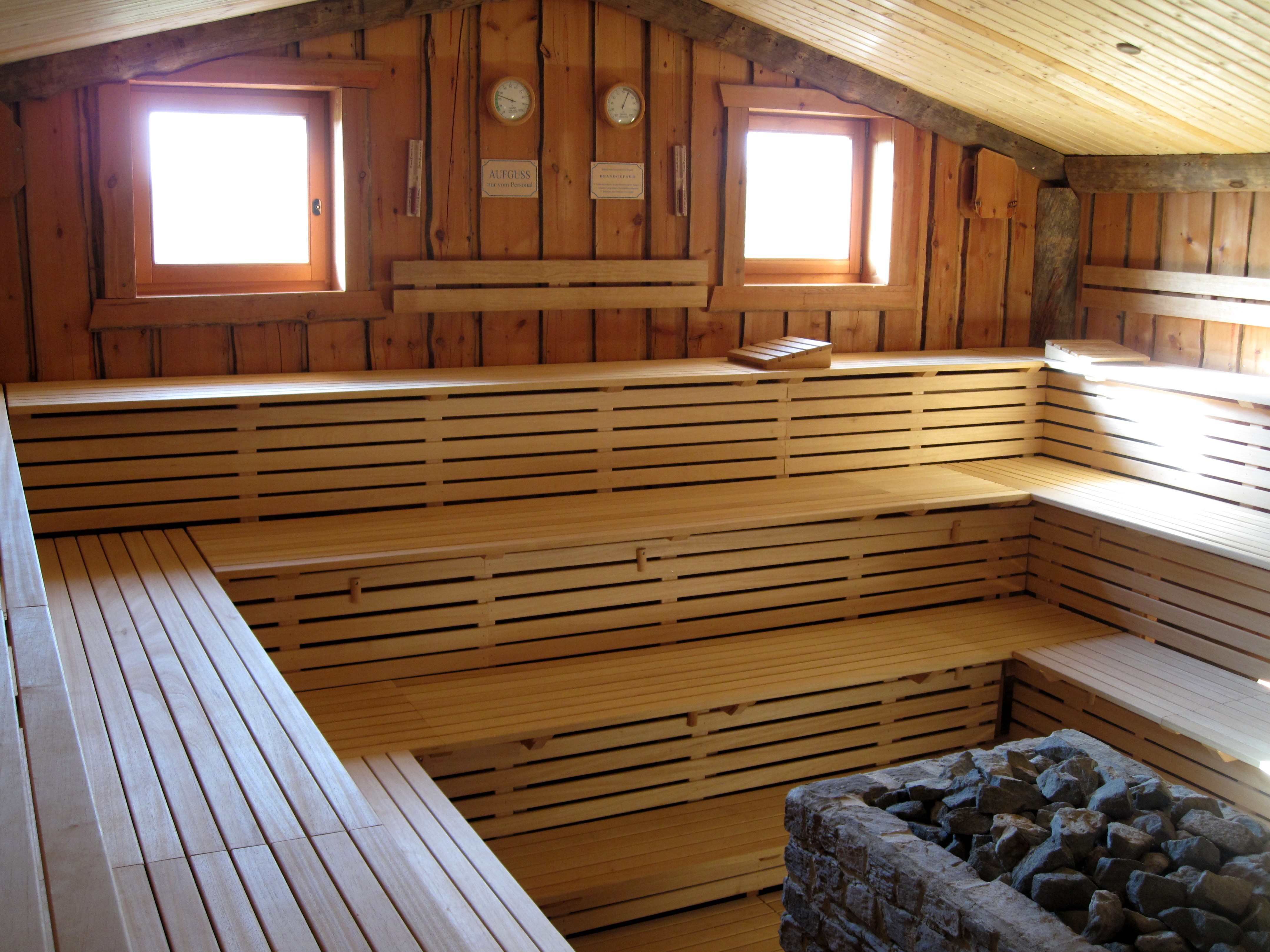
Galeriesauna

Die Saunalandschaft besteht aus einem 1200 m² großen Innen- und einem 1800 m² großen Außenbereich (Saunagarten). Die zwei zum Saunabereich gehörenden Süßwasserbecken, eines mit warmem, das andere mit kaltem Wasser, verbinden die beiden Bereiche. Im Außenbereich stehen drei Saunahütten, die „Galeriesauna“ (85 °C) für 65 bis 70 Personen, eine Erdsauna mit Kamin (100 °C) für bis zu 35 Personen und eine Kelo-Blockhaussauna (95 °C) für bis zu 45 Personen. In jeweils zwei finden stündlich abwechselnd manuelle Aufgüsse statt. Außerhalb der Winterzeit können Außenduschen neben den Saunen genutzt werden.
Der Innenbereich ist recht kleinteilig und verwinkelt angelegt. Neben den verschiedenen Saunen, wie die Finnische Sauna (90 °C) für bis zu 20 Personen, die Bauernsauna (50 °C) für 30 bis 35 Personen und zwei Dampfsaunen (45 °C) für etwa 8 bzw. 10 Personen gibt es zwei runde Whirlpools (36–37 °C Wassertemperatur) für bis zu je 8 Personen, Kraxenöfen, einen Duschenbereich mit Eis-Brunnen und mehrere Ruhebereiche. In Richtung des Übergangs zur Badelandschaft befindet sich die „Vitalbar“, eine Saunabar mit einem Kamin und 25 Plätzen.

### Therapiezentrum und Wellnessbereich
Auf einer Fläche von 1394 m² werden verschiedene Therapieformen zur Gesundung bei Herz-, Gefäß- und Kreislauferkrankungen sowie bei Erkrankungen der Haut, der Atemwege und des Bewegungs- und Stützapparates angeboten. Dazu dienen unter anderem Thermalsolebäder, Sole-Inhalation, Packungen, klassische Massagen, Krankengymnastik und Bewegungstherapie.
Die Wellness-Angebote umfassen Creme-Packungen, Seifenschaummassage, verschiedenartige Bäder und Kosmetikbehandlungen. Weiterhin gibt es unterschiedliche Massagen, Ayurveda, Rasul und ein 68 m² großes Therapiebecken, in dem in sechsprozentiger Thermalsole schwimmend bei leiser Musik entspannt werden kann, genannt Aqua Musicale.

## Erreichbarkeit
Straßenmäßig ist die Therme nur aus der Stadt Templin über die Dargersdorfer Straße gut erreichbar. Die NaturTherme Templin ist bereits in weitem Umkreis ausgeschildert. Neben dem Gebäude der Therme steht ein kostenfreier Parkplatz für 380 PKW, 6 Busse, 5 Reisemobile und 150 Fahrräder zur Verfügung.
Vom Bahnhof Templin Stadt verkehren die Buslinien 531, 532 und 533 zur NaturTherme Templin. Die Therme bietet einen zehnprozentigen Rabatt auf den Eintrittspreis für Nutzer des Brandenburg-Berlin-Tickets der Deutschen Bahn an.